# Dekanat Nowy Dwór Gdański
Dekanat Nowy Dwór Gdański – jeden z 21 dekanatów w rzymskokatolickiej diecezji elbląskiej.

## Parafie
W skład dekanatu wchodzi 10 parafii:
- Parafia św. Maksymiliana Kolbego – Kępki
- Parafia św. Jadwigi Królowej – Kmiecin
- Parafia św. Elżbiety Węgierskiej – Lubieszewo
- Parafia św. Anny – Marynowy
- Parafia Niepokalanego Poczęcia NMP – Marzęcino
- Parafia św. Jakuba – Niedźwiedzica
- Parafia Niepokalanego Serca Maryi – Nowy Dwór Gdański
- Parafia Przemienienia Pańskiego – Nowy Dwór Gdański
- Parafia św. Jana Chrzciciela – Ostaszewo
- Parafia Narodzenia NMP – Wierciny

## Historia
- W latach 1925–1992 należał do diecezji gdańskiej. W latach 1925–1931 był częścią dekanatu Nowy Staw Dekanat nowodworski został erygowany 1 sierpnia 1931 roku przez biskupa gdańskiego Edwarda O’Rourke. W roku 1931 do dekanatu nowodworskiego należały parafie:
  - Nowy Dwór Gdański Tiegenhof – Przemienienia Pańskiego – 1056 osób
  - Cyganek Tiegenhagen i Sztutowo Stutthof – św. Mikołaja Biskupa – 598 osób
  - Żuławki Fürstenwerder – Narodzenia NMP – 1155 osób
  - Niedźwiedzica Bärwalde – św. Jakuba Apostoła – 477 osób
  - Marynowy Marienau – św. Anny – 674 osoby
  - Lubieszewo Ladekopp – św. Elżbiety – 504 osoby
  - Nowa Cerkiew Neukirch – św. Marcina Biskupa – 981 osób
  - Ostaszewo Schöneberg – św. Jana Chrzciciela – 1008 osób
  - Świerki Tannsee – św. Bartłomieja Apostoła – 715 osób
- W 1947 roku administrator apostolski diecezji gdańskiej ks. Andrzej Wronka erygował parafię Niepokalnego Poczęcia NMP w Marzęcinie.
- W 1948 roku administrator apostolski ks. Andrzej Wronka erygował parafię Najświętszego Serca Pana Jezusa w Stegnie.
- W 1949 roku administrator apostolski ks. Andrzej Wronka erygował parafię Najświętszej Maryi Panny w Wiercinach.
- W 1951 roku rozebrano zniszczony w wyniku działań wojennych kościół św. Mikołaja w Cyganku. W jego miejsce w 1957 poświęcono tymczasową kaplicę św. Stanisława w Tujsku. 2 lipca 1972 roku biskup gdański Lech Kaczmarek erygował parafię Cyganek – Tujsk z siedzibą w Tujsku (Od 1989 roku jest to parafia św. Stanisława w Tujsku).
- W 1974 roku nastąpiła zmiana granic dekanatu. Od dekanatu odłączono parafie pw. św. Bartłomieja w Świerkach i św. Marcina w Nowej Cerkwi; przyłączono je do dekanatu nowostawskiego. Do dekanatu Nowy Dwór Gdański przyłączono natomiast parafię pw. Matki Boskiej Częstochowskiej w Kiezmarku.
- 15 sierpnia 1974 biskup Lech Kaczmarek erygował parafię Najświętszego Serca Pana Jezusa w Mikoszewie
- 1 marca 1976 roku biskup Lech Kaczmarek erygował wikariat św. Wojciecha w Sztutowie.
- W 1981 biskup Lech Kaczmarek reerygował parafię św. Jadwigi Królowej w Kmiecinie
- 1 sierpnia 1986 roku biskup gdański Tadeusz Gocłowski erygował parafie NMP Matki Kościoła w Jantarze i św. Wojciecha w Sztutowie.
- 3 sierpnia 1986 roku dokonano podziału dekanatu nowodworskiego. Wydzielono z niego dekanat nadmorski, który obejmował parafie w Stegnie, Jantarze, Mikoszewie, Sztutowie i Tujsku – Cyganku. W tamtym czasie został ustalony ostateczny kształt dekanatu.
- W 1989 biskup Tadeusz Gocłowski erygował parafię św. Maksymiliana Marii Kolbe w Kępkach. W 1992 biskup elbląski Andrzej Śliwiński potwierdził akt erygowania parafii w Kępkach.
- 25 marca 1992 roku dekanat Nowy Dwór Gdański został włączony do diecezji elbląskiej.
- 1 maja 1993 roku biskup elbląski Andrzej Śliwiński erygował parafię Niepokalanego Serca Maryi w Nowym Dworze Gdańskim.

## Dziekani nowodworscy od1953roku
- 1953–1960 – ks. Edmund Kamiński – proboszcz parafii Przemienienia Pańskiego w Nowym Dworze Gdańskim
- 1960–1970 – ks. Albin Lachowski – proboszcz parafii Przemienienia Pańskiego w Nowym Dworze Gdańskim
- 1970–1979 – ks. Wiesław Gawlik – proboszcz parafii Przemienienia Pańskiego w Nowym Dworze Gdańskim
- 1979–1994 – ks. prałat Roman Kłoniecki – proboszcz parafii Przemienienia Pańskiego w Nowym Dworze Gdańskim
- 1994–2004 – ks. kanonik Leszek Wojtas – proboszcz parafii Przemienienia Pańskiego w Nowym Dworze Gdańskim
- 2004–2017 – ks. kanonik Antoni Mikielewicz – proboszcz parafii Przemienienia Pańskiego w Nowym Dworze Gdańskim
- 2017 – ks. doktor Arkadiusz Dekański – proboszcz parafii Św. Elżbiety Węgierskiej w Lubieszewie

## Sąsiednie dekanaty
Elbląg – Śródmieście, nadmorski – Stegna, Nowy Staw, Żuławy Steblewskie (archidiec. gdańska)